# Đội tuyển Davis Cup Azerbaijan
Đội tuyển Davis Cup Azerbaijan đại diện Azerbaijan ở giải đấu quần vợt Davis Cup và được quản lý bởi Liên đoàn quần vợt Azerbaijan. Đội chưa thi đấu kể từ năm 2013.
Thành tích tốt nhất của đội là thứ tư ở Nhóm III năm 2003.

## Lịch sử
Azerbaijan lần đầu tiên tham gia Davis Cup vào năm 1996.  Các vận động viên Azerbaijan trước đây đại diện cho Liên Xô.

## Đội hình hiện tại (2013)
- Aykhan Manafli (vận động viên trẻ)
- Samir Gafarov (vận động viên trẻ)
- Arif Guliyev (vận động viên trẻ)